# Rubén Millatureo
Rubén Darío Millatureo Vargas (Queilén, 3 de mayo de 1962) es un trabajador pesquero chileno quien asesinó a tres personas entre 1997 y 1998, atacándolos con un hacha, comenzando con su propio padre, dentro de su residencia en la ciudad chilota de Queilén, acciones que le otorgaron el apodo «Chacal de Queilen»..
A pesar de que fue sentenciado a una pena de muerte, el castigo fue deshecho en 2001, salvándolo de la condena y remplazándola por una cadena perpetua simple, la cual le da beneficios de libertad vigilada al prisionero tras un mínimo de 20 años encarcelado. Tras estos 20 años, en 2018, efectivamente le fue otorgado el derecho de libertad condicional.

## Asesinatos
El 24 de septiembre de 1997, Rubén Millatureo entró en una discusión contra su padre, Isidro Millatureo Ruiz (73), quien supuestamente fue abusivo en contra de él y su madre (recientemente fallecida). Tras la disputa, Rubén mató a su padre con una hacha cuando el le dio la espalda y escondió su cuerpo en una leñera, debajo de trapos sucios y ajos. Les contó a locales que se había mudado Punta Arenas tras una oportunidad de trabajo y que se mantenía en contacto con el, pero aun así se generaron rumores de un asesinato. En un momento, su prima Eliana, sobrina de Isidro, contactó a Carabineros de Chile, quienes (junto a la misma Eliana) condujeron una búsqueda del hogar, pero no lograron encontrar nada sospechoso.
El 13 de diciembre de ese mismo año, Claudio Eduardo Reyes Sandoval (36), un vendedor de Temuco fue a su residencia para cobrarle una deuda de 6 mil pesos por unos cuadros que les había vendido. Cuando Reyes le dio la espalda para revisar unos papeles, Millatureo lo mató, usando el mismo modus operandi para terminar su vida y esconder el cadáver.
El 5 de marzo de 1998, invitó a María Gabriela Formantel Macías (26), una amiga que conocía desde la niñez y trabajadora de una pesquera local en la cual trabajaba el mismo Millatureo, a su casa. De ahí, tomaron once y le hizo proposiciones amorosas (no fue la primera vez que había hecho esto), las cuales fueron rechazadas por ella. Millatureo entró a una rabia y la golpeó con un hacha, ahí matándola, y le enterró un desatornillador en su pecho. Su cadáver quedó sobre la cama, donde Millatureo entró a actos necrofílicos con el cuerpo, hasta durmiendo con el cadáver esa noche. La mañana siguiente, cubrió el cuerpo con una sabana. El día anterior, Formantel, secretaria de la empresa donde trabajaba Millatureo, había traído un millón y medio de pesos, correspondiente a los sueldos semanales de los trabajadores de esa empresa. Millatureo tomó este dinero y decidió ir a usarlos en la ciudad más cercana para pagar varias deudas y beber alcohol.
Tras los eventos, la madre y un hermano de su última víctima caminaron por la vecindad hasta llegar a la casa de Millatureo, sabiendo que ambos eran amigos de largo plazo. Al ver que el no se encontraba en su residencia, miraron por una ventana, por donde alcanzaron a ver una ventana cubierta por sabanas, por lo cual decidieron entrar, ahí encontrando el cuerpo de la víctima. Se comenzó a formar una multitud alrededor de la casa, entre ellos Carabineros y Bomberos de Chile, quienes entraron para investigar otras posibles víctimas. 
Tras sacar el cuerpo de la última víctima, Millatureo llegó a la proximidad, por lo cual intentó escaparse del área, comenzando una persecución de media hora, la cual entró al bosque chilote. Ahí, un bombero alcanzó a agarrarlo por la cintura y arrojarlo al suelo. De ahí, un hombre, más tarde identificado como el hermano de Gabriela, comenzó a golpear a Millatureo una y otra vez sin alguna resistencia.
Esa misma tarde, Millatureo fue llevado cárcel de Castro, donde el confesó a los hechos ocurridos, declarando: 

Para qué hacen tanto escándalo, si ya están muertos.

En los siguientes días, vecinos de varias islas vecinas viajaron a Queilén. Algunos intentaron quemar la casa de los hechos ocurridos para poder "espantar a los malos espíritus". Además, se habló de otros tres desaparecidos del área, posibles víctimas del asesino en serie.

## Proceso legal
Su proceso fue encargado por el juez Francisco del Campo Toledo, quien finalmente la sentenció la pena de muerte. Sin embargo, la Corte de Apelaciones de Puerto Montt rebajó la pena a presidio perpetuo simple (el cual tiene beneficios de libertad condicional tras 20 años), lo que fue confirmado por la Corte Suprema cuando se prohibió la pena de muerte en 2001. Durante su tiempo encarcelado, jamás recibió una visita personal y nunca pidió algún tipo de beneficio carcelario.
Luego de pasar 20 años encarcelado, obtuvo la libertad condicional el 2 de mayo de 2018 tras pasar la cantidad mínima de tiempo encarcelado). Varios miembros de la familia de Claudio Reyes, su segunda víctima, reclamaron frente los hechos, entre ellos su hermano Heraldo, quien declaró que "la justicia acá no existe" y su hija mayor Pamela, quien por su parte declaró que "se rieron de nosotros como familia porque somos gente humilde, ya que si hubiera sido alguien conocido, de televisión o aun así el mismo presidente, jamás hubieran tomado esta decisión".
Hoy en día, Millatureo reside en la Región de Los Lagos. La casa donde ocurrieron los eventos criminales (ubicada en la intersección entre Calle René Cárcamo y Avenida La Paz) ha sido demolida y remplazada por una cruz conmemorando a las víctimas.